# Liste der Monuments historiques in Mont-Saint-Martin (Meurthe-et-Moselle)
Die Liste der Monuments historiques in Mont-Saint-Martin führt die Monuments historiques in der französischen Gemeinde Mont-Saint-Martin auf.

## Liste der Immobilien
| Bezeichnung      | Beschreibung                      | Standort                 | Kennzeichnung | Schutzstatus | Datum | Bild           |
| ---------------- | --------------------------------- | ------------------------ | ------------- | ------------ | ----- | -------------- |
| Kirche St-Martin | ab der Mitte des 12. Jahrhunderts | 9 Cité du Prieuré (Lage) | PA00106093    | Classé       | 1889  | weitere Bilder |

## Liste der Objekte
| Bezeichnung                           | Beschreibung                                         | Standort                       | Kennzeichnung | Schutzstatus | Datum | Bild |
| ------------------------------------- | ---------------------------------------------------- | ------------------------------ | ------------- | ------------ | ----- | ---- |
| Relief Christus und die zwölf Apostel | Stein, 15. Jahrhundert                               | in der Kirche St-Martin (Lage) | PM54000491    | Classé       | 1889  |      |
| Relief Aufstieg zum Kalvarienberg     | Stein, farbig gefasst, Anfang des 16. Jahrhunderts   | in der Kirche St-Martin (Lage) | PM54000495    | Classé       | 1979  |      |
| Kanzel                                | Holz, 18. Jahrhundert                                | in der Kirche St-Martin (Lage) | PM54000492    | Classé       | 1889  |      |
| Epitaph für Nicolas Le Paige          | Stein, nach 1560                                     | in der Kirche St-Martin (Lage) | PM54000493    | Classé       | 1979  |      |
| Retabel und Tabernakel                | Holz, 17. Jahrhundert; in den 1960er Jahren zerstört | in der Kirche St-Martin (Lage) | PM54000490    | Classé       | 1889  |      |
| Relief Kreuzigungsgruppe              | Stein, 16. Jahrhundert; wohl von einem Wegekreuz     | in der Kirche St-Martin (Lage) | PM54000494    | Classé       | 1979  |      |